# The Guru Papers
The Guru Papers, eller som den snart kom att heta: Guru Papers (ibland förkortad GP), var en stenciltidskrift som kom ut med 10 nummer mellan 1972 och 1975, först som gratistidskrift upptryckt på stencilmaskiner i hemlighet på olika gymnasieskolor i Linköping och mot slutet som en tidskrift med bas i Stockholm och med prenumeranter. Initiativtagare var Lauri Perälä och Jan Meiland som tillsammans med de senare medlemmarna Bruno K. Öijer, Leif Elggren, Per Paulsson, Kjell Furberg och Lars Fridh utgjorde den första redaktionen. Utgångspunkten för tidskriften var ett arkiv som Perälä hade skapat i sin lägenhet och som han kallade Arkiv över det mänskliga livet. The Guru Papers fick senare tillägget Folket i skrift och initialt publicerades allt material som kom in till tidningen anonymt. Anslaget var anarkistiskt och i det andra numret uppmanade redaktionen alla att sända in material: 
| ” | Skicka in dina dagböcker, anteckningar, inköpslistor, små berättelser (även större förstås), dikter, poem, poeter, krognotor (betalda), fiskar m.m. | „ |

Det var exempelvis i denna tidskrift som Öijer myntade begreppet "Spräng den förbannade kultureliten". När SÄPO:s arkiv blev offentliga i början på 2000-talet visade det sig att redaktionen blivit bevakad.